# Pitivi
Pitivi (originalmente chamado PiTiVi) é um sistema de edição de vídeo não linear open source para Linux desenvolvido por vários contribuidores. É licenciado sob os termos da GPL. Pitivi foi desenvolvido para ser um programa de edição de vídeo intuitivo que integrasse bem no ambeinte de trabalho GNOME.